# Galaporella
Galaporella is een monotypisch geslacht van spinnen uit de  familie van de wielwebspinnen (Araneidae).

## Soort
- Galaporella thaleri Levi, 2009